# Vining (Minnesota)
Vining – miasto w Stanach Zjednoczonych, w stanie Minnesota, w hrabstwie Otter Tail.